# هانز أورستد
هانز كريستيان أورستد (بالدنماركية: Hans Christian Ørsted)‏ من 14 أغسطس 1777- 9 مارس 1851 هو عالم فيزيائي وكيميائي دنماركي توقع وجود علاقة بين الكهرباء المغناطيسية وهو ما قاده إلى اكتشاف التأثير المغناطيسي للتيار الكهربائي عام 1820 حيث قام بتجربة بينت أن مجالاً مغناطيسياً يمكنه أن يؤثر في البوصلة يتولد حول السلك إذا ما مرر في هذا السلك تيار كهربائي.
وفي مجال الكيمياء يعتبر أورستد هو من أنتج الألومنيوم وهو مؤسس شركة ألبا لأول مرة في التاريخ وذلك عام 1825.
وكتب كتاب روح الطبيعة (1850م). وُلد أورستد في رودكوبنغ بالدنمارك.
درس العلوم الطبية والفيزيائية في جامعة كوبنهاغن ونال درجة الدكتوراه في عام 1799، وفي عام 1806 صار أستاذاً للكيمياء والفيزياء في الجامعة نفسها.
اهتم أورستد في أبحاثه الأولى بالتيارات الكهربائية وعلم الصوت. وفي عام 1819 اكتشف في إحدى تجاربه، حين قرّب بوصلة من سلك ناقل للكهرباء، أن إبرة البوصلة المغنطيسية تنحرف عمودياً نحو السلك. وكانت هذه التجربة بينة مخبرية واضحة للعلاقة بين المغنطيسية والكهرباء. كما بيّن فيما بعد أن الأثر الكهرومغنطيسي لا يتغير بوضع حاجز من الزجاج أو المعادن غير المغنطيسية الأخرى بين إبرة البوصلة والسلك الناقل للكهرباء. وقد عمل علماء آخرون على تحري أهم نتائج أورستد بدقة، ومنهم أمبير وفراداي اللذان أدركا أهمية هذا الاكتشاف فأهملا الاستقصاءات المتعلقة بالظواهر الأخرى وتفرغا لدراسة الكهرمغنطيسية. وأدار أورستد تجارب أخرى تتعلق بالكهرباء مثل الأعمدة الفُلطائية (البطاريات) والكهرباء الحرارية (الطاقة المولدة من تسخين الأسلاك المعدنية).
وفي حقل الكيمياء توصل أورستد إلى اكتشافات أخرى، ففي عام 1820 اكتشف مادة الفلفلين (الببرين) piperine (أحد عناصر الفلفل الفعالة)، ويُعدّ اكتشاف هذه المادة أحد الإسهامات المهمة في علم الكيمياء بوصفها مادة مساعدة في تحضير الألمنيوم، ففي عام 1825 استطاع أورستد عزل الألمنيوم على هيئة مسحوق. ثم حوّل أورستد اهتمامه نحو خواص الموائع وأثبت أن الغازات ليست قابلة للانضغاط بالتساوي.
كان أورستد مدرساً ومحاضراً مجيداً وألف عدداً من المقالات المهمة. وفي عام 1824 أسس جمعية هدفها نشر المعرفة العلمية بين العامة. ومنذ عام 1908 بدأت هذه الجمعية تمنح وساماً باسم «وسام أورستد» لعلماء الفيزياء الدانماركيين الذين يقدمون إسهاماً ذا شأن في علوم الفيزياء. وفي عام 1932 أطلق اسم أورستد على واحدة قياس شدة الحقل المغنطيسي.

## اقرأ أيضا
- يوهان كيلدال
- جيمس ماكسويل

## الروابط الخارجية
- هانز أورستد على موقع الموسوعة البريطانية (الإنجليزية)
- هانز أورستد على موقع إن إن دي بي (الإنجليزية)